# Ceará-Mirim
Ceará-Mirim là một đô thị thuộc bang Rio Grande do Norte, Brasil. Đô thị này có diện tích 739,686 km², dân số năm 2007 là 70012 người, mật độ 94,7 người/km².